# Glauco Gilardoni
Glauco Gilardoni (Civenna, 7 marzo 1940 – Civenna, 28 gennaio 2005) è stato un calciatore italiano, di ruolo attaccante.
È deceduto a 64 anni nel 2005.

## Carriera
Ala sinistra, è cresciuto calcisticamente nell'Unione Sportiva Bellagina. Esordisce nei campionati professionistici nelle file del Lecco, dove disputa tre campionati in Serie B, contribuendo nella stagione 1959-1960 alla prima storica promozione dei blucelesti in massima serie. Resta in riva al Lario anche per la stagione  1960-1961, contribuendo con 6 reti alla salvezza dei lombardi, ottenuta dopo triplo spareggio con Udinese e Bari.
Nell'estate 1961 accetta il declassamento di una serie per vestire la maglia del Napoli appena retrocesso. Nella stagione d'esordio colleziona 18 presenze e 2 reti in campionato, concluso con l'immediato ritorno dei partenopei in massima serie, mentre risulta decisivo per il successo in Coppa Italia, primo trofeo nazionale conquistato dagli azzurri, realizzando 3 reti con cui si laurea Capocannoniere (ex aequo) del torneo, pur non disputando la finale contro la SPAL.
Dopo una stagione con 2 presenze e la nuova retrocessione in Serie B del Napoli, nella stagione 1963-1964 conquista il posto da titolare e trova la via della rete 10 volte, chiudendo il campionato all'ottavo posto.
Torna quindi in Serie A nelle file del Genoa dove in due stagioni, la prima di Serie A e la seconda di Serie B, non riesce a ripetersi ai medesimi livelli, realizzando 7 reti complessive, fra cui quella che decide il derby del 22 novembre 1964.
Ad ottobre 1966, non trovando spazio al Genoa, si trasferisce al Savona Calcio, neopromosso in Serie B. Coi biancoblu Gilardoni forma una coppia d'attacco con Pierino Prati e realizza 15 reti in 24 incontri, fra cui le due reti delle due vittorie al Bacigalupo nei derby regionali contro Genoa e Sampdoria, che tuttavia non sono sufficienti ad evitare la retrocessione dei liguri.
Dopo questa stagione ritorna in Serie A nelle file del Brescia, disputando 5 incontri di campionato. Disputa quindi la stagione 1968-1969 in Serie B col Padova, scendendo in campo 7 volte. La stagione successiva, sempre con i patavini, marca altre 17 presenze con una rete.
Lasciati i biancorossi nel 1971, va a chiudere la carriera nel Canzese.
In carriera ha collezionato complessivamente 69 presenze e 9 reti in Serie A.
Il Genoa lo ha inserito nella sua Hall of Fame.

## Palmarès

### Competizioni nazionali
- Coppa Italia: 1

Napoli: 1961-1962

### Individuale
- Capocannoniere della Coppa Italia: 1

1961-1962 (3 gol)